# 2020年ヘンダーソン銃撃事件
2020年11月3日、アメリカ合衆国ネバダ州ヘンダーソンのダグラス・アット・ストーンレイク・アパートメントで銃撃事件が発生した。アパート住人である38歳のジェイソン・ネオ・ボーンが近隣住民数人を銃撃し、2人を殺害、1人を負傷させ、さらに1人を人質にとった。ボーンはその後、車内で人質を脅しているところを駆けつけた警察官によって射殺された。

## 銃撃事件
午前11時頃（太平洋標準時）、ダグラス・アット・ストーネーク・アパートメントで近隣人の部屋に強引に押し入った人物が拳銃で3人を撃ち、2人を殺害、1人を負傷させた。銃声が聞こえたという緊急通報を受けて警察はすぐにアパートに到着した。警察官たちが捜索している間、犯人は警察の派出所に電話をかけ、支離滅裂なことを喋り、自らを「ベイン」と称し、ヘリコプターを要求した。警察はキャデラック・エスカレードの中にいる銃撃犯を人質と共に銃撃犯を発見した。警察の発表によると、落ち着かせようとした結果、犯人は少年の頭に銃を突きつけ、警察官たちは車に向けて発砲したという。銃撃犯と少年はその場で死亡した。警察側は犯人は警察官の銃撃により死亡し、少年は犯人に撃たれたと主張している。この銃撃の様子は警察官のボディカメラによって記録されている。

## 被害者
犠牲者は38歳のダイアン・ハワトメ（Dianne Hawatmeh）、人質にされた彼女の12歳の息子のジョセフ（Joseph）、ハワトメの家政婦で33歳のヴェロニカ・ムニーツ（Veronica Muniz）であると確認された。もう1人の被害者でダイアンの16歳の娘であるヤスミーン・ハワトメ（Yasmeen Hawatmeh）は重傷を負った。
2022年、ジョセフ・ハワトメの父親はヘンダーソン警察署を相手取り、ジョセフを殺害した銃撃は警察官によるものだとする連邦訴訟を起こした。

## 犯人
犯人は38歳のジェイソン・ネオ・ボーン（Jason Neo Bourne）であり、ハワトメ家の上の階の部屋に住んでいた。彼は法的に自分の名前をジェイソン・ネオ・ボーンに変更している。犯行動機は明らかとなっていない。